# جاهان (مدينة)
چاهان (بالفارسية: چاهان) هي مدينة تقع في إيران في سيستان وبلوتشستان. يقدر عدد سكانها بـ 11.000 نسمة.